# Josh Wicks
Joshua Myiah Wicks (* 1. November 1983 in Landstuhl, Deutschland) ist ein US-amerikanischer Fußballspieler.

## Karriere

### Jugend
Der im pfälzischen Landstuhl geborene Amerikaner wuchs in San Bernardino (Kalifornien) auf und spielte dort College-Fußball an der Cal State Bakersfield. Während der Sommerferien spielte er 2003 für den Des Moines Menace SC in der USL Premier Development League.

### Profi
Von 2005 bis 2006 spielte Josh Wicks für die Vancouver Whitecaps in der USL First Division. Am Anfang der Saison 2005 war er noch zweiter Torwart hinter Mike Franks. Dieser verletzte sich aber und so kam Wicks auf 13 Einsätze während der Saison und zwei in den Play-offs. Seine Quote lag bei 0,55 Gegentoren pro Spiel. In der Saison 2006 spielte er ebenfalls für die Whitecaps und war der Ersatzmann hinter dem englischen Torhüter Tony Craig. In diesem Jahr konnten die Caps zum ersten Mal die First Division gewinnen. Wicks stand dreimal auf dem Platz.
2007 wechselte er zu den Portland Timbers, die ebenfalls in der USL First Division spielten. Dort kam er zu 27 Einsätzen und wurde als bester Torhüter der Liga ausgezeichnet. In der Winterpause spielte für ein paar Monate in Kenia bei den AFC Leopards.
Anfang 2008 wechselte er in die Major League Soccer zur LA Galaxy. Vor der Saison wurde er auf Probe mit zu der Pan-Pacific Championship 2008 und der anschließenden Asienreise des Vereins mitgenommen. Der damalige Galaxy-Trainer Ruud Gullit zeigte sich sehr begeistert von dem Torhüter und Wicks erhielt einen Vertrag. Sein MLS-Debüt gab er am 30. August 2008 gegen New England Revolution, wo er gegen den verletzten Steve Cronin eingewechselt wurde.
Eine Saison später ging er zu D.C. United. Dort machte er sein erstes Spiel gegen sein ehemaliges Team LA Galaxy.
In der Saison 2011 spielte Wicks für IFK Mariehamn in Finnland. Nach Saisonende war er ein halbes Jahr ohne Klub, ehe ihn Þór Akureyri in die zweite isländische Liga holte. Er erreichte mit seiner Mannschaft am Ende der Spielzeit 2013 den Klassenverbleib. Anfang 2014 verließ er Island wieder und wechselte zu AFC Eskilstuna nach Schweden. Am Ende der Saison 2014 stieg er mit seinem Team in die zweite schwedische Liga auf. Er hatte auch dort seinen Stammplatz zwischen den Pfosten und erreichte in der Saison 2016 den Aufstieg in die erste schwedische Liga. Anfang 2017 schloss er sich Mitaufsteiger IK Sirius an, mit dem er den Klassenverbleib erreichte.
Im April 2018 wurde Wicks wegen Dopings für zwei Jahre gesperrt. Nach Ablauf seiner Sperrfrist spielte er bis zum Ende der Saison 2021 erneut  für AFC Eskilstuna. 